# Willem Bosman
Willem Bosman (Utrecht, 12 gennaio 1672 – ...) è stato un mercante olandese.

## Biografia
Bosman nacque a Utrecht. Sebbene salpò per la Gold Coast come apprendista quando ebbe solo 16 anni, riuscì a scalare la classifica e alla fine divenne capo mercante (olandese: opperkoopman). Nel 1702 tornò nella Repubblica olandese e poco si sa della sua vita successiva.
Bosman è meglio conosciuto per la sua descrizione della Gold Coast dal titolo Nauwkeurige beschrijving van de Guinese Goud-Tand-en Slavekust (Un'accurata descrizione del dente d'oro della Guinea e della Costa degli schiavi) pubblicata nel 1704. Questo documento rimase la descrizione più autorevole del area per più di un secolo e fornì i dettagli significativi delle guerre di Komenda a cui Bosman prese parte. Il libro fu una fonte importante per gli storici ghanesi nel XX secolo e fu ripubblicato in inglese nel 1967.